# PKP MBxd1 161 bis 169
Die Triebwagen MBxd1 161–169 der Polnischen Staatsbahnen sind vierachsige Schmalspur-Triebwagen der Bauart MBxd1 mit der Spurweite 750 mm.
Die einzelnen Buchstaben der Bezeichnung MBxd1 stehen für
- M: Schmalspurtriebwagen (motorowy)
- B: zweite Klasse
- x: vier Achsen
- d: Hochdruckverbrennungsmotor
- 1: mechanische Kraftübertragung

Aufgrund des anhaltenden Fahrzeugbedarfs wurden ab 1964 Personenwagen der ab 1955 bei der Fabryka Wagonów Świdnica gebauten Bauart „Bxhpi 1Aw“ zu Triebwagen umgebaut. Aufgrund dieser Herkunft wird für die Serie auch die Bezeichnung „1Mw“ verwendet („1“ als Typenbezeichnung, „M“ für Triebwagen statt vorher „A“ für Personenwagen, „w“ für Schmalspur (wąskotorowy)). Der Prototyp für diesen Umbau (MBxd1 161) wurde 1964 in der Werkstatt der Krotoszyńska Kolej Dojazdowa in Pleszew fertiggestellt und dort auch in Betrieb genommen. Der auf die Achse 2 und 3 wirkende Motor befindet sich am Fahrzeugende. Deshalb verfügen die Triebwagen dieser Bauart über sehr unterschiedliche Frontseiten, da die Motorseite durch den großen Kühler geprägt wird. Der Fahrgastraum ist nicht unterteilt, als Sitze dienen Holzbänke.
Den Serienumbau übernahm die Werkstatt der Krośniewicka Kolej Dojazdowa in Krośniewice. Dort wurden von 1964 bis 1966 acht Wagen zu Triebwagen umgebaut. Alle Fahrzeuge wurden zunächst bei der Krośniewicka Kolej Dojazdowa eingesetzt, die MBxd1 162–167 aber nach wenigen Jahren an andere Bahnen abgegeben. MBxd1 168 und 169 blieben immer in Krośniewice, später kehrten MBxd1 163 und zeitweise auch 167 an den Ort ihrer Entstehung zurück. Schwerpunkte bei den anderen Einsatzorten waren die Wrocławska Kolej Dojazdowa in Trzebnica Gaj und die Jędrzejowska Kolej Dojazdowa. Von 1985 bis 1993 wurden bis auf MBxd1 162 und 168 alle Triebwagen verschrottet. MBxd1 162 gelangte 1987 zum Museum für Schmalspurbahnen der Spurweite 750 mm in Sochaczew. MBxd1 168 blieb in Krośniewice im Einsatzbestand und diente auch nach Übernahme des Betriebs durch die SKPL als Reservefahrzeug.